# Eric Neilson (piloto de skeleton)
Eric Neilson (Lethbridge, 29 de enero de 1981) es un deportista canadiense que compitió en skeleton. Ganó una medalla de bronce en el Campeonato Mundial de Skeleton de 2013.

## Palmarés internacional
| Campeonato Mundial | Campeonato Mundial   | Campeonato Mundial | Campeonato Mundial |
| Año                | Lugar                | Medalla            | Prueba             |
| ------------------ | -------------------- | ------------------ | ------------------ |
| 2013               | Sankt Moritz (Suiza) | Medalla de bronce  | Equipo mixto       |